# Brenda Holloway

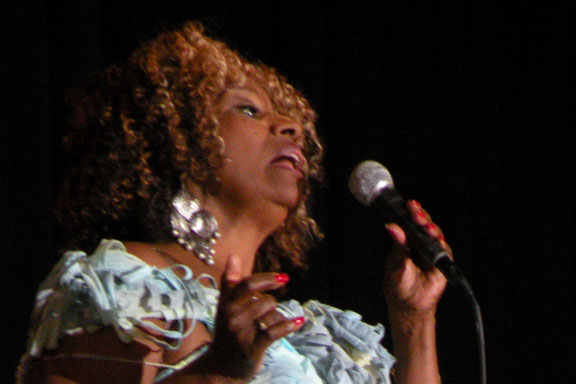
Brenda Holloway (2009)

Brenda Jereal Holloway (* 21. Juni 1946 in Atascadero, Kalifornien) ist eine US-amerikanische Soul-Sängerin.

## Biografie
In ihrer Kindheit in Los Angeles sang Brenda Holloway im Kirchenchor und lernte Geige spielen. Erste Plattenaufnahmen machte sie schon mit 14 Jahren zusammen mit ihrer jüngeren Schwester Patrice. Danach sang sie bei der Vorgängerband der Whispers und arbeitete als Studiosängerin.
1964 wurde sie von Berry Gordy entdeckt und kam so zu Tamla Motown. Dort hatte sie mit ihrer ersten Single Every Little Bit Hurts auch gleich einen großen Erfolg, der in den US-Popcharts bis auf Platz 13 kam.
Es folgten in den kommenden Jahren weitere Hits wie die Top-40-Singles When I’m Gone und You’ve Made Me So Very Happy. Trotzdem kam sie mit der Plattenfirma nicht zurecht und das geplante zweite Album nach ihrem Debüt 1964 wurde von Tamla abgelehnt, so dass es bis 1968 dauerte, bis The Artistry of Brenda Holloway als Nachfolger erschien. Inzwischen war sie aber vom Musikgeschäft im Allgemeinen und ihrem Label im Besonderen so enttäuscht, dass sie sich noch im selben Jahr ins Familienleben zurückzog.
Erst 1980 kehrte sie mit einem Gospelalbum zurück und nahm später in England weitere Lieder auf. Brenda Holloway sang unter anderem mit Brenton Wood, Jimmy Ruffin und als Backgroundsängerin auf Barry Whites letztem Album. Dazu nahm sie auch weitere Alben auf, zum Beispiel 2003 20th Century Masters, eine Sammlung von 30 Klassikern des Northern Soul.

## Cover-Versionen
Brenda Holloways erster Hit Every Little Bit Hurts wurde unter anderem auch von der Spencer Davis Group und den Small Faces aufgenommen. Ihr bekanntestes Lied ist aber You’ve Made Me So Very Happy, das sie zusammen mit ihrer Schwester Patrice selbst geschrieben hatte. Zwei Jahre nach ihrer eigenen Aufnahme wurde die Cover-Version von Blood, Sweat & Tears ein Nummer-2-Hit in den Vereinigten Staaten und zu einem der größten Erfolge der Band.

## Diskografie

### Alben
- Every Little Bit Hurts (1964)
- The Artistry of Brenda Holloway (1968)
- Brand New (1980)
- All It Takes (1990)
- It’s A Woman’s World (1999)
- ... Together (1999)
- 20th Century Masters (2003)
- My Love Is Your Love (2004)

### Singles
- Hey Fool (1962)
- Game of Love (1962)
- I’ll Give My Life (1962)
- Every Little Bit Hurts (1964) US: #13
- I’ll Always Love You (1964) US: #60
- When I’m Gone (1965) R&B: #12 US: #25
- Operator (1965) R&B: #36 US: #78
- You Can Cry on My Shoulder (1965)
- Together ’Til the End of Time (1965)
- Hurt a Little Everyday (1966)
- ’Til Johnny Comes (1966)
- Just Look What You’ve Done (1967) R&B: #21 US: #69
- You’ve Made Me So Very Happy (1967) R&B: #40 US: #39